# Спектрометар
Спектрометар, спектрофотометар, спектрограф или спектроскоп је инструмент који се користи за мерење особина светлости у посебном делу електромагнетског спектрума. Најчешће се користи у спектроскопској анализи за идентификовање материјала. Непозната која се мери је најчешће интензитет светлости, али може да буде и стање поларизације. Независна променљива је обично таласна дужина светлости или јединица која је директно сразмерна енергији фотона, као што је таласни број или електронволт који су реципрочна вредност таласној дужини. Спектрометар се користи у спектроскопији за добијање спектралних линија и мерење њихових таласних дужина и интензитета. Спектрометар је термин који се примењује на инструменте који раде у широком спектру таласних дужина, од гама зрачења и рендгенских зрака све до инфрацрвене светлости. Ако је инструмент дизајниран да мери спектрум у апсолутним а не релативним јединицама, онда се најчешће назива спектрофотометар. Већина спектрофотометара се користи спектралним регионима близу видљивог спектра.

Углавном, било који инструмент ће радити у малом делу овог опсега због различитих техника које се користе за мерење различитих делова спектра. Испод оптичких фреквенција (односно на микроталасним и радио фреквенцијама) анализер спектра је сличан електронски инструмент.

## Врсте спектрометара

### Оптички спектрометри или оптички емисиони спектрометар

#### Оптички апсорпциони спектрометри
Оптички спектрометри (који се често једноставно називају „спектрометри”), посебно, показују интензитет светлости као функцију таласне дужине или фреквенције. Различите таласне дужине светлости су раздвојене преламањем у призми или дифракцијом на дифракционој решетки. Пример је ултраљубичасто-видљива спектроскопија.
Ови спектрометри користе феномен оптичке дисперзије. Светлост из извора се може састојати од континуираног спектра, спектра емисије (светле линије) или спектра апсорпције (тамне линије). Пошто сваки елемент оставља свој спектрални потпис у обрасцу посматраних линија, спектрална анализа може открити састав објекта који се анализира.

#### Оптички емисиони спектрометри
Оптички емисиони спектрометри (често се називају „OES или спектрометри са варничним пражњењем“) се користе за процену метала да би се одредио хемијски састав са веома високом прецизношћу. Искра се примењује кроз високи напон на површини која испарава честице у плазму. Честице и јони затим емитују зрачење које се мери детекторима (фотомултипликаторске цеви) на различитим карактеристичним таласним дужинама.

### Електронска спектроскопија
Неки облици спектроскопије укључују анализу енергије електрона, а не енергије фотона. Рендгенска фотоелектронска спектроскопија је пример.

### Масени спектрометар
Масени спектрометар је аналитички инструмент који се користи за идентификацију количине и врсте хемикалија присутних у узорку мерењем односа масе и наелектрисања и обиља јона у гасној фази.

#### Спектрометар времена пролаза
Енергетски спектар честица познате масе се такође може мерити одређивањем времена лета између два детектора (а самим тим и брзине) у спектрометру времена пролаза. Алтернативно, ако је брзина позната, масе се могу одредити у масеном спектрометру времена пролаза.

#### Магнетски спектрометар
Када брзо наелектрисана честица (наелектрисања q, масе m) уђе у константно магнетно поље B под правим углом, она се одбија у кружну путању полупречника r, услед Лоренцове силе. Момент p честице је тада дат са
{\displaystyle p=mv=qBr},
где су m и v маса и брзина честице. На левој страни је приказан принцип фокусирања најстаријег и најједноставнијег магнетног спектрометра, полукружног спектрометра који је изумео Ј. К. Дејниш. Константно магнетно поље је окомито на страницу. Наелектрисане честице импулса p које пролазе кроз прорез се одбијају у кружне путање полупречника r = p/qB. Испоставило се да сви ударију хоризонталну линију на скоро исто место, фокус; овде треба поставити бројач честица. Варирајући B, ово омогућава мерење енергетског спектра алфа честица у спектрометру алфа честица, бета честица у спектрометру бета честица, честица (нпр. брзих јона) у спектрометру честица, или мерење релативног садржаја различитих маса у масеном спектрометру.
Од Дејнишог времена, осмишљени су многи типови магнетних спектрометара компликованијих од полукружног типа.

## Резолуција
Генерално, резолуција инструмента даје индикацију колико добро се могу разлучити две блиско лежеће енергије (или таласне дужине, или фреквенције, или масе). Генерално, за инструмент са механичким прорезима, већа резолуција ће значити нижи интензитет.